# Ilmer
Ilmer är en by i civil parish Longwick-cum-Ilmer, i kommunen Buckinghamshire, i England. Byn är belägen 10 km från Aylesbury. Ilmer var en civil parish fram till 1934 när blev den en del av Longwick cum Ilmer. Civil parish hade 40 invånare år 1931. Byn nämndes i Domedagsboken (Domesday Book) år 1086, och kallades då Imere.